# San Isidro (Montes de Oro)
San Isidro è un distretto della Costa Rica facente parte del cantone di Montes de Oro, nella provincia di Puntarenas.